# Вшехсьвенте (Нижньосілезьке воєводство)
Вшехсьвенте (пол. Wszechświęte, нім. Allerheiligen) — село в Польщі, у гміні Олесниця Олесницького повіту Нижньосілезького воєводства.
Населення — 223 особи (2011).
У 1975-1998 роках село належало до Вроцлавського воєводства.

## Демографія
Демографічна структура станом на 31 березня 2011 року:
|          | Загалом | Допрацездатний вік | Працездатний вік | Постпрацездатний вік |
| -------- | ------- | ------------------ | ---------------- | -------------------- |
| Чоловіки | 105     | 18                 | 78               | 9                    |
| Жінки    | 118     | 28                 | 73               | 17                   |
| Разом    | 223     | 46                 | 151              | 26                   |